# Schatz Ridge
Schatz Ridge är en bergstopp i Antarktis. Den ligger i Västantarktis. Chile gör anspråk på området. Toppen på Schatz Ridge är 2 910 meter över havet, eller 582 meter över den omgivande terrängen. Bredden vid basen är 3,6 km.
Terrängen runt Schatz Ridge är varierad, och sluttar västerut. Trakten är obefolkad. Det finns inga samhällen i närheten. 